# Molobratia nipponi
Molobratia nipponi är en tvåvingeart som beskrevs av Hradsky 1980. Molobratia nipponi ingår i släktet Molobratia och familjen rovflugor. Inga underarter finns listade i Catalogue of Life.